# 신촌로 (부평구)
신촌로(Sinchon-ro)는 인천광역시 부평구 십정동에 있는 도로로, 총 연장은 918m이다. 도로의 명칭이 유래된 것은 이 지역이 일제강점기 당시에 세워진 군수공장 노동자들이 거주하면서 신촌마을이라 부르던 옛 지명에서 유래되었다.

## 역사
- 2009년 10월 19일 : 도로명으로 신촌로를 고시

## 주요 경유지
- 부평구
  - 십정동[1]

## 접촉하는 도로
- 이규보로
- 마장로
- 부평공원로
- 안남로
- 경원대로